# Gustav Holck-Winterfeldt (officer)
 Der er flere personer med dette navn, se Gustav Holck-Winterfeldt.
Gustav greve Holck-Winterfeldt (9. februar 1774 i København – 30. januar 1833) var en dansk officer og kammerherre, bror til Frederik Christian og Flemming Frederik Cai Holck-Winterfeldt.
Han var søn af grev Gustav Frederik Holck-Winterfeldt og Sophie Louise komtesse Ahlefeldt, blev 1790 kornet i Sjællandske Rytterregiment, 1791 sekondløjtnant og kom samme år til Livgarden à la suite, blev 1795 virkelig sekondløjtnant og ridejunker, 1798 premierløjtnant, blev 1812 Ridder af Dannebrog, fik 1813 anciennitet som major og blev kammerherre, 1814 premiermajor, 1826 karakteriseret oberstløjtnant, 1828 oberst og samme år Dannebrogsmand.
23. oktober 1795 ægtede han på Maglegård i Gentofte Catharine Maria Brown (27. maj 1774 - 6. oktober 1838), datter af handelsmanden John Brown. Parret havde fem døtre, men ingen sønner. I 1799 overtog Holck-Winterfeldt Maglegård fra John Brown og ejede gården til 1811. Holck Winterfeldts Allé i Gentofte blev i 1905 opkaldt efter ham.